# Ярослав Голик
Ярослав Голик (чеськ. Jaroslav Holík; нар. 3 серпня 1942, Гавличкув-Брод, Протекторат Богемії і Моравії — 17 квітня 2015) — чехословацький хокеїст, центральний нападник. Чемпіон світу 1972 року.

## Біографія
Вихованець хокейної команди з рідного міста Гавличкув-Брод. У дев'ятнадцять років перейшов до «Дукли» з Їглави. Кольори армійського клубу захищав вісімнадцять років. У 602 матчах національного чемпіонату набрав 641 очко (266 голів плюс 375 результативних передач). Семиразовий чемпіон Чехословаччини, чотири рази був переможцем найстарішого міжнародного хокейного турніру Кубок Шпенглера (1966, 1967, 1969, 1979). Більшість часу грав в одній ланці Яном Клапачем і рідним братом Їржі Голиком.
У національній команді дебютував 24 грудня 1964 року, на той час його клубні партнери вже зіграли у збірній більше десяти матчів . Учасник Олімпійських ігор 1972 року і семи чемпіонатів світу (1965, 1966, 1967, 1969, 1970, 1972, 1973). На цих турнірах провів 58 ігор (23+33), а всього у складі збірної Чехословаччини — 142 матчі (57 голів).
2009 року був обраний до Зали слави чеського хокею (2008). Займає 32-ге місце у «Клубові хокейних снайперів» (324 закинуті шайби).
Його сини пішли батьківським шляхом. Роберт Голик виступав за збірні Чехословаччини і Чехії, в Національній хокейній лізі провів 1455 матчів. Їржі-молодший захищав кольори «Дукли» (Їглава) і декількох інших чеських клубів. Донька Андреа — тенісистка, брала участь у турнірах Великого шолому. найвищий рейтинг — 67 місце у жовтні 1985 року. У шлюбі з хокеїстом Франтішеком Мусілом, чемпіоном світу 1985 року. Старший онук Давид грав у НХЛ за «Едмонтон Ойлерз» і збірну Чехії. На два роки молодший Адам Мусіл виступає в Північній Америці за команди Американської хокейної ліги і Західної хокейної ліги.

## Досягнення
Олімпійські ігри
 — (1): 1972
Чемпіонат світу
 — (1): 1972
 — (2): 1965, 1966
 — (4): 1969, 1970, 1973
Чемпіонат Чехословаччини
 — (7): 1967, 1968, 1969, 1970, 1971, 1972, 1974
 — (4): 1966, 1973, 1977, 1979
 — (4): 1962, 1964, 1975, 1976